# Tapiti
O tapiti-comum (nome científico: Sylvilagus brasiliensis), também conhecido como candimba, coelho-do-mato ou somente lebre, é uma espécie do gênero Sylvilagus (coelho-de-cauda-de-algodão). É de tamanho pequeno a médio, com cauda pequena e escura, patas traseiras e orelhas curtas. Como tradicionalmente definido, sua distribuição se estende do sul do México ao norte da Argentina, mas inclui várias populações distintas que desde então foram divididas em espécies diferentes. Sob essa definição mais restrita, o verdadeiro tapiti ocorre apenas na Mata Atlântica da costa nordeste do Brasil e é classificado como "Em Perigo" pela União Internacional para a Conservação da Natureza (UICN). A Sociedade Americana de Mamalogistas concorda, mas também classifica provisoriamente várias populações distintas que ainda não receberam nomes próprios de espécies em S. brasiliensis e, portanto, considera-o como uma extensão da Venezuela ao sul até a Argentina.

## Etimologia
"Tapiti" vem do tupi tapii'ti. "Candimba" vem do quimbundo kandemba. "Coelho" tem origem pré-romana, através do termo latino cuniculu. "Lebre" vem do termo latino lepore.

## Taxonomia
A espécie foi descrita pela primeira vez cientificamente por Carlos Lineu na 10.ª edição do Systema Naturae, publicado em 1753. O tipo de localidade era Pernambuco, Brasil. Além de seu nome vernáculo "tapiti", é comumente conhecido como coelho-do-mato ou coelho brasileiro.
Até 37 subespécies de tapitis foram descritas, mas em 2005 o Mammal Species of the World reconheceu 21, tendo classificado as demais como sinônimas de uma espécie diferente conhecida como Sylvilagus dicei. No entanto, o tapiti como tradicionalmente definida é uma forma complexa Desde 1990 já se reconhece que uma revisão taxonômica era necessária. Consequentemente, autoridades recentes recomendaram separar vários táxons normalmente considerados subespécies do tapiti e reconhecê-los como espécies separadas: Sylvilagus Anjou, nos altiplanos andinos do Equador (talvez também nos Andes da Colômbia, Venezuela e norte do Peru), St. gabbi (com a subespécie VERDADEIRA) do Panamá ao México, Sylvilagus sanctaemartae nas planícies do norte da Colômbia e Sylvilagus tapetillus na costa sudeste do Brasil. Além disso, os coelhos das Guianas não foram claramente atribuídos a uma subespécie, mas são tradicionalmente incluídos no tapiti. Em 2017, foram descritos como uma nova espécie, Sylvilagus parentum, com base em espécimes do Suriname.

## Descrição
O tapiti é um coelho de pequeno a médio porte. Tem comprimento de cabeça e corpo de 320 milímetros (13 polegadas), uma cauda de 21 milímetros (0,83 polegada), patas traseiras medindo 71 milímetros (2,8 polegadas), orelhas de 54 milímetros (2,1 polegadas) (medidas do entalhe até a ponta), e pesa em média 934 gramas. Dorso castanho com aspecto salpicado (resultante das pontas dos pelos pretos) e pescoço com uma mancha ruiva. A barriga e a parte inferior da cauda também são ruivas. Tem seis glândulas mamárias. Dois cariótipos diferentes foram relatados para esta espécie: 2n = 36, FN = 68; e 2n = 40, FN = 76. É um animal noturno solitário, geralmente visto após o anoitecer ou antes do amanhecer, alimentando-se de grama e pastando. Também foi registrado o consumo de Harrya chromapes, um cogumelo boleto. É encontrada em habitats florestais, perto de pântanos e ao longo das margens de rios e em áreas perturbadas, como jardins e plantações.

## Habitat, distribuição e ecologia
O tapiti ocorre em florestas tropicais, florestas decíduas e florestas secundárias no México e na América Central, bem como pastagens ao redor do habitat florestal. Seu alcance se estende do sul de Tamaulipas no México, ao sul ao longo da costa oriental do México, através da Guatemala, possivelmente El Salvador, Honduras, leste da Nicarágua, leste da Costa Rica e Panamá. Ocorre na metade norte da América do Sul, incluindo Peru, Bolívia, Paraguai, norte da Argentina e grande parte do Brasil. O extremo sul de sua distribuição conhecida ocorre na província de Tucumã. Ocorre em altitudes desde o nível do mar até 4 800 metros (15 700 pés). É a única espécie de leporídeo encontrada na maior parte de sua distribuição.
Os tapitis constroem ninhos de capim seco acima do solo para criar seus filhotes. Têm uma câmara central e três ou quatro câmaras menores no final de um corredor. O período de gestação varia com a localização geográfica. Os coelhos em Chiapas, no México, têm cerca de 28 dias de gestação e têm de três a oito filhotes, enquanto os coelhos nos páramos dos Andes gestam por 44 dias e têm ninhada com tamanho médio de 1,2. Essas duas populações se reproduzem o ano todo. Assim como seu parente da Califórnia, o coelho-bravo (Sylvilagus bachmani), o tapiti é um reservatório natural para o vírus mixoma. Essas relações foram descobertas pelo médico brasileiro Henrique de Beaurepaire Rohan Aragão na década de 1940. O vírus causa um fibroma cutâneo benigno em seus hospedeiros, mas causa a doença letal mixomatose, em coelhos europeus.

## Galeria

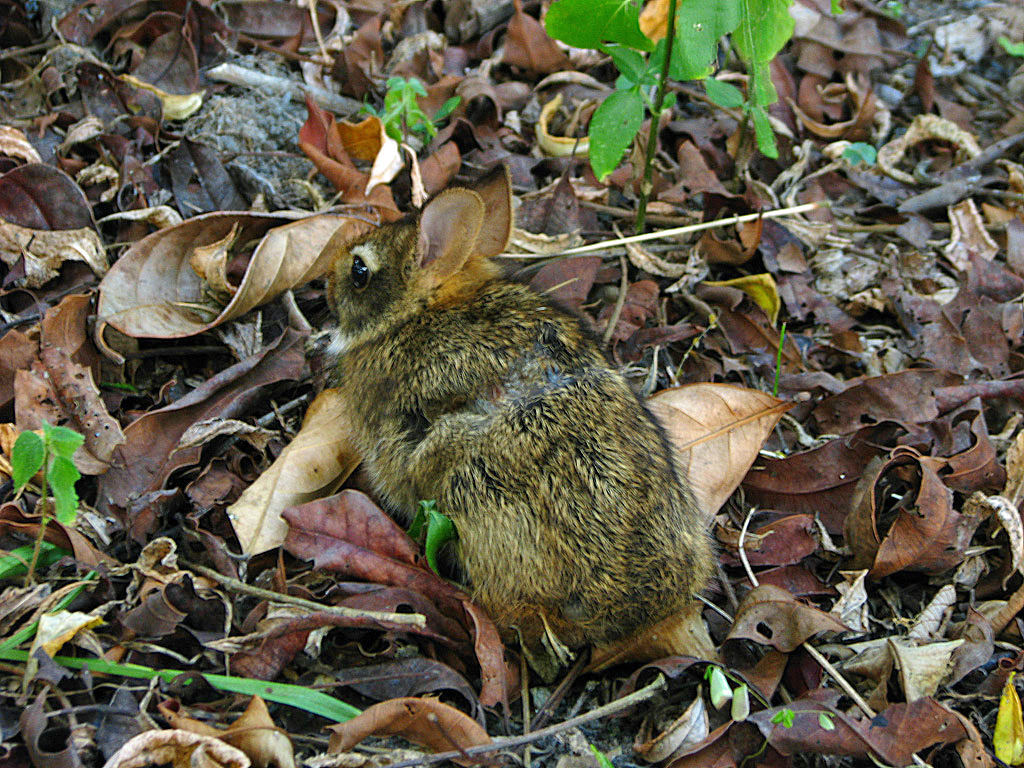
Tapiti sendo solto na natureza, em Porto Seguro, no Brasil, após reabilitação
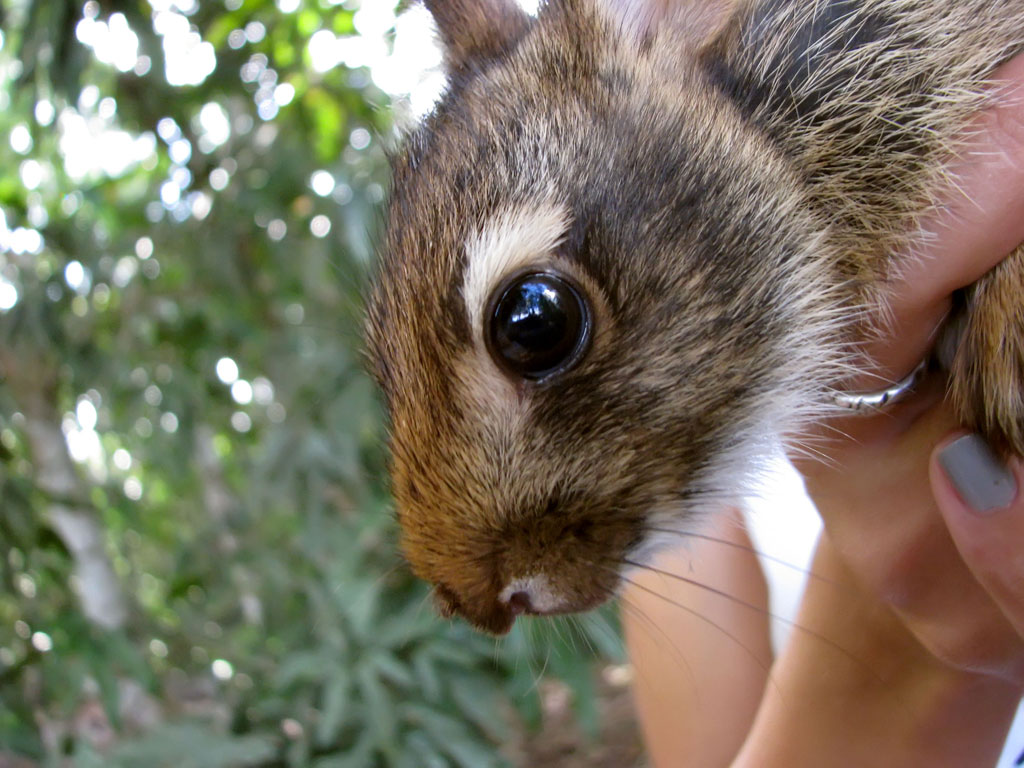
Detalhe de tapiti